# Lispe wittei
Lispe wittei este o specie de muște din genul Lispe, familia Muscidae, descrisă de Paterson în anul 1956. Conform Catalogue of Life specia Lispe wittei nu are subspecii cunoscute.